# Andropogon microstachys
Andropogon microstachys là một loài thực vật có hoa trong họ Hòa thảo. Loài này được Desv. mô tả khoa học đầu tiên năm 1825.